# Leistungsabzeichen der Kasernierten Volkspolizei
Das Leistungsabzeichen der Kasernierten Volkspolizei war eine ursprünglich staatliche Auszeichnung der Deutschen Demokratischen Republik (DDR), welche am 28. April 1954 in einer Stufe gestiftet wurde. Mit dem Leistungsabzeichen der KVP konnten ausgezeichnete Leistungen bei der militärischen sowie politischen Ausbildung und ferner auch ausgezeichnete Leistungen für die Bestenbewegung gewürdigt werden. Nach Gründung der Nationalen Volksarmee (NVA) 1956 wurde das Leistungsabzeichen der Kasernierten Volkspolizei vom neu geschaffenen Leistungsabzeichen der Nationalen Volksarmee abgelöst und nicht mehr verliehen. Beiden Leistungsabzeichen wurde der Status als staatliche Auszeichnung zum 1. Januar 1978 entzogen. 

## Aussehen und Trageweise
Das bronzene Abzeichen mit den Maßen 32,5 × 42 mm hat die Form eines spitz zulaufenden Schildes und wird an seiner oberen Seite von zwei breiten Eichenlaubblättern mit je einem Eichelpaar überragt, die insgesamt 12 mm hoch sind. Die Eichenblätter selber laufen gegeneinander zu und treffen sich mittig mit ihren Blattspitzen. Der Schild selber zeigt die vierzeilige Inschrift: KVP / FÜR / AUSGEZEICHNETE / LEISTUNGEN, wobei die Buchstaben KVP 3 mm hoch sind und der Rest 2 mm. Die Rückseite des Abzeichens ist glatt gehalten und zeigte in seiner ersten Verleihung noch eine eingestanzte oder eingeschlagene drei- bzw. vierstellige Verleihungsnummer, auf die aber wenig später verzichtet wurde, sowie eine waagerecht angelegte Nadel mit Gegenhaken. Getragen wurde das Leistungsabzeichen üblicherweise an der rechten oberen Brustseite.